# Амбарные театры

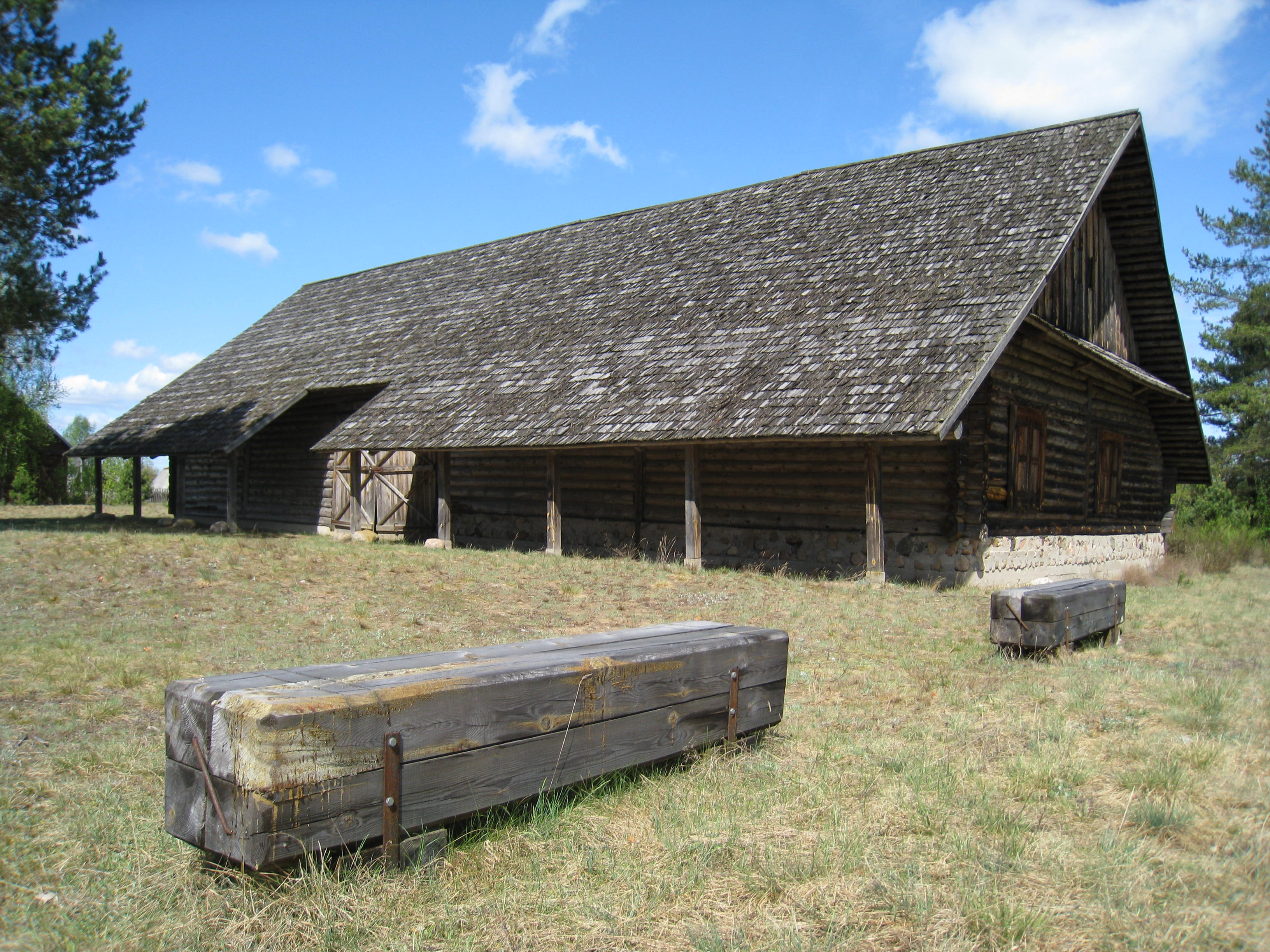
Амбарный театр в Маргёнисе (фотография 2009 года).

Амбарный театр (лит. klojimo teatras) — литовская традиция организации самодеятельных театральных представлений и музыкальных концертов в амбарах.

## История
Эта практика берёт своё начало с периода литовского национального возрождения (конец XIX века — Первая мировая война), когда Литва входила в состав Российской империи и литовский язык и культура подавлялись. Задачей амбарного театра было сохранение литовского патриотизма. Амбары могли вместить большую публику, а летом они обычно пустовали, поэтому в деревнях стали организовывать патриотические литовские вечера. Амбары и дорожка к ним были украшены зелёными растениями и самодельными фонарями. Режиссёрами и исполнителями спектаклей были деревенские жители, зачастую неграмотные, поэтому роли заучивали наизусть или частично импровизировали. Помимо представлений, по вечерам в амбарах исполнялись народные песни и читались стихи. Вечера в амбарах пользовались большой популярностью, они способствовали просвещению общества, а их атмосфера способствовала сохранению литовской культуры.
После 1918 года, когда Литва обрела независимость, традиция амбарных театров в основном прекратилась, за исключением Виленского края, вошедшего в состав Второй Речи Посполитой.
В 1929 году амбарный театр основан в деревне Маргёнис, его руководителем впоследствии являлся Юозас Гайдис. Традиция организации выступлений здесь была восстановлена в 1990-е годы и продолжается в XXI веке. В 1983 году в Аглуоненае был основан амбарный театр, который действует и по сей день.
В 1991 году официально зарегистрировано Литовское общество амбарных театров (лит. Lietuvos klojimo teatro draugija).
Традицию литовского амбарного театра поддерживают и литовские учреждения культуры в Польше. Амбарные театры существуют в Пуньске (старейший литовский амбарный театр в Польше, действующий с 1958 года), Сейнах и Сувалках. В Пуньске также проходит ежегодный фестиваль амбарных театров, в котором принимают участие коллективы из Польши и Литвы.